# Simon Johnson
Simon H. Johnson, född 16 januari 1963 är en brittisk-amerikansk nationalekonom. 
År 2024 tilldelades han Sveriges riksbanks pris i ekonomisk vetenskap till Alfred Nobels minne tillsammans med Daron Acemoğlu och James A. Robinson för studier av hur institutioner formas och påverkar välstånd.
Han är Ronald A. Kurtz-professor i entreprenörskap vid MIT Sloan School of Management och senior fellow vid Peterson Institute for International Economics. Bland publikationerna kan nämnas 13 Bankers: The Wall Street Takeover and the Next Financial Meltdown (ISBN 978-0307379054).